# Алроса
«Алроса» — российская группа алмазодобывающих компаний, занимающая лидирующую позицию в мире по объёму добычи алмазов (по состоянию на 2017 год). Корпорация занимается разведкой месторождений, добычей, обработкой и продажей алмазного сырья. Основная деятельность сосредоточена в Якутии, а также в Архангельской области и Африке.
«Алроса» добывает 95 % всех алмазов России, доля компании в мировом объёме добычи алмазов составляет 27 %. Компания располагает разведанными запасами, достаточными для поддержания текущего уровня добычи не менее 18-20 лет. Прогнозные запасы «Алроса» составляют около одной трети общемировых запасов алмазов.
«Алроса» — крупнейшая публичная компания в алмазодобывающем секторе, ценные бумаги которой торгуются на Московской бирже (тикер ALRS).
Полное официальное наименование — публичное акционерное общество «Акционерная компания „Алроса“». Сочетание букв «Алроса» использовано в наименовании компании с 1996 года и является акронимом от слов русского языка «Алмазы России — Саха».
Штаб-квартиры — в Мирном (Якутия) и в Москве.
С 2022 года, из-за вторжения России на Украину, компания находится под международными санкциями США, Великобритании и ряда других стран.

## История
Развитие алмазодобывающей отрасли в СССР началось в 1954 году, когда в Якутии была открыта кимберлитовая трубка «Зарница», первое коренное месторождение алмазов на территории Советского Союза. В 1955 году были обнаружены трубки «Мир» и «Удачная», всего в тот год было открыто 15 коренных месторождений алмазов. В 1957 году было принято решение начать горно-эксплуатационные работы на россыпных и рудных месторождениях Якутии, и в Мирном был основан трест «Якуталмаз». В том же году были добыты первые промышленные алмазы, а спустя два года СССР начал продажи алмазов на мировом рынке.
Основное развитие отрасли шло на базе разработки кимберлитовой трубки «Мир» и прилегающих к ней россыпей. В этот период были созданы основные рудники, построены фабрики, введены в строй энергетические мощности. В 1960 году была обнаружена кимберлитовая трубка «Айхал», а в 1969 году — трубка «Интернациональная».
В 1963 году СССР заключил первые контракты о продаже части алмазов международной алмазодобывающей корпорации «Де Бирс» (De Beers). В декабре 2008 года по решению Еврокомиссии в целях реализации европейского антимонопольного законодательства соглашение между «Алроса» и «Де Бирс» было прекращено. С 2009 года «Алроса» самостоятельно реализует свою продукцию на мировом рынке.
С 1974 по 1987 года для целей разработки новых месторождений алмазов в Якутии была произведена серия подземных ядерных взрывов различной мощности. Первый из них был взрыв мощностью 1,7 килотонны, названный «Кристалл». Он был осуществлён 2 октября 1974 года на глубине 98 м. Следующие взрывы достигали 15 килотонн и производились значительно глубже.
В 1980-е годы активное развитие алмазодобывающей промышленности продолжилось на основе месторождений в поселке Айхал, где началась разработка трубки «Юбилейная», и в Удачном. Основной карьер комбината «Удачный» на сегодняшний день является одним из крупнейших открытых карьеров в мире.
В соответствии с Указом Президента Российской Федерации «Об образовании акционерной компании „Алмазы России — Саха“» от 19 февраля 1992 года № 158С была создана единая акционерная компания «Алроса» на базе предприятий «Якуталмаза», переименованная в 1998 году в АК «Алроса» (ЗАО). В 2011 году АК «Алроса» была преобразована в открытое акционерное общество, и её акции поступили в свободное обращение на фондовом рынке.
28 октября 2013 года компания провела IPO, в ходе которого было продано 16 % акций компании (по 7 % акций предоставили Российская Федерация и правительство Якутии, ещё 2 % — квазиказначейские бумаги). Более 60 % от объёма размещения купили инвесторы из США, 24 % — из Европы (20 % из Великобритании), 14 % получили инвесторы из России. По 2 % приобрели инвестиционные фонды Oppenheimer Funds и Lazard. В ходе IPO «Алроса» привлекла 41,3 млрд рублей (около 1,3 млрд $).
В 2013 году стартовала программа выхода компании из непрофильных активов. Так, в апреле 2013 года было продано ЗАО «Гостиница Алроса», а в марте 2014 года было объявлено о продаже страховой компании «Алроса».
В июле 2016 года было объявлено о продаже ещё 10,9 % акций, принадлежащих Российской Федерации, доля государства сократится до 33 %.
В 2017 году «Алроса» вошла в ТОП-3 первого рейтинга экологической ответственности горнодобывающих и металлургических компаний России, подготовленного по инициативе WWF и проекта ПРООН, ГЭФ и Минприроды России. По оценкам его составителей, внедренные системы экологического менеджмента компании соответствуют лучшим мировым практикам.
В июне 2017 года «Алроса» вошла в ТОП-5 рейтинга «Полярный индекс». «Полярный индекс» — это первый и единственный в России специализированный рейтинг компаний, деятельность которых затрагивает Арктическую зону России.
По результатам опубликованного в 2017 году исследования PwC, «Алроса» является абсолютным лидером по объёму инвестиций в социальные программы, ежегодно направляя на социальные расходы в среднем около 2,8 % выручки (при среднем уровне других участников рейтинга примерно 0,5 %).
В январе 2018 года «Алроса» вошла в Топ-10 компаний с наибольшим индексом прозрачности в рамках исследования «Прозрачность корпоративной отчетности», подготовленного российским отделением некоммерческой автономной организации Transparency International.
В августе 2018 года компания опробовала расчеты с зарубежными клиентами в рублях. В порядке эксперимента соответствующие сделки были проведены с клиентами из Китая и Индии.
По итогам 2020 года «Алроса» впервые обошла De Beers по объёму выручки от продаж природных алмазов и бриллиантов (2,802 млрд долл. против 2,781 млрд долл.).
По состоянии на 2021 год «Алроса» являлась крупнейшим в мире производителем алмазов в каратах. В мировой добыче алмазов её доля составляет 27 %, в российской — 95 %. Объём продаж по итогам года составил 4,169 млрд $, увеличившись относительно 2020 года на 50 %.
В апреле 2025 года «Алроса» огранила крупнейший бриллиант в истории России весом более 100 карат. Алмаз для него, получивший имя «Рассвет», был добыт в августе 2020 года на арктическом россыпном месторождении Эбелях. Масса этого бриллианта редкого фантазийного цвета Vivid Yellow составила более 100 карат. Бриллиант получил название «Новое Солнце». Работа над огранкой заняла более 2 лет. 3 мая компания заявила, что выставит этот алмаз на аукцион.
В 2025 года «Алроса» добыла самый крупный в России алмаз ювелирного качества. Кристалл янтарного цвета массой 468,30 карата и размером 56×54×22 мм, ему присвоили имя в честь юбилея Победы СССР — «80 лет Победы в Великой Отечественной войне».

## Собственники и руководство
Доля акций в свободном обращении составляет 34 %, на долю Российской Федерации приходится 33 %, на долю Республики Саха (Якутия) - 25 %,  на долю администраций районов (улусов) Республики Саха (Якутия),  на территории которых акционерная компания осуществляет свою деятельность - 8 %. Рыночная капитализация Компании по итогам 2017 года составила 553 млрд руб. (9,6 млрд $).
Генеральным директором компании с 6 марта 2017 года был Иванов Сергей Сергеевич. 17 мая 2023 года на его место был избран Павел Маринычев, ранее возглавлявший АО «Алмазы Анабара», дочернюю компанию «Алросы».

## Производство
По состоянию на январь 2018 года запасы месторождений, стоящих на балансе группы «Алроса», по стандартам ГКЗ РФ категории С1+С2, на 1 января 2018 года составили 1 171 951,7 тыс. карат (с учётом разведываемых месторождений в соответствии со стандартами ГКЗ он составил 1,182 млрд карат).
Фактический прирост запасов алмазов группы «Алроса» в 2017 году составил 57,8 млн карат (без учёта погашения запасов), что составляет 115,6 % от целевого показателя. Коэффициент восполнения запасов в 2017 году составил 145,9 %. По сравнению с 2016 годом группа «Алроса» увеличила добычу алмазов в 2017 году на 6,0 % и 12,1 % в натуральном и стоимостном выражении соответственно.
Основные производственные мощности «Алроса» в настоящее время сосредоточены преимущественно в Западной Якутии и Архангельской области. Всего «Алроса» разрабатывает 27 месторождений. В производственную базу входит 11 коренных и 16 россыпных месторождений. Коренные месторождения отрабатываются как открытым (карьерным), так и подземным способом.
Группе «Алроса» принадлежит шесть горнодобывающих комплексов, четыре из которых входят в состав АК «Алроса» (ПАО): Удачнинский ГОК, Айхальский ГОК, Нюрбинский ГОК и Мирнинский ГОК, а два других представляют собой дочерние предприятия: Севералмаз (АО) (Ломоносовский ГОК) и Алмазы Анабара (АО) (включая Нижне-Ленское (АО).

### Мирнинско-Нюрбинский горно-обогатительный комбинат
Мирнинско-Нюрбинский горно-обогатительный комбинат ранее два отдельных ГОКа: Мирнинский и Нюрбинский.
Мирнинский горно-обогатительный комбинат (ГОК) основан в 1957 году и является старейшим предприятием «Алроса». Доля ГОКа в общей добыче алмазов группы «Алроса» 2017 году составила 18 %. Мирнинский ГОК добывает алмазы на кимберлитовых трубках «Мир» (временно законсервирована), «Интернациональная», из россыпей «Водораздельные галечники», «Иреляхские россыпи», «Горное», а также из техногенного месторождения «Хвостохранилище фабрики № 5». Объём добычи алмазов на кимберлитовой трубке «Интернациональная» в 2017 году составил 3,7 млн карат. На трубке «Мир» в 2017 году — 2,76 млн карат. Объём добычи алмазов из россыпных месторождений в 2017 году — 740 тыс. карат.

### Айхальский горно-обогатительный комбинат
Айхальский горно-обогатительный комбинат был организован в 1986 году. По данным 2019 года в состав ГОКа входят следующие основные подразделения: карьеры «Комсомольский», «Юбилейный» и «Заря», а также подземный рудник «Айхал», автобаза технологического транспорта, обогатительные фабрики № 8 и № 14. Доля комбината в общей добыче алмазов группы «Алроса» в 2017 году составила 30 %. Объём добычи алмазов на карьере «Юбилейный» в 2017 году составил 10,16 млн карат. На карьере «Комсомольский» в 2017 году — 370,4 тыс. карат. На руднике «Айхал» в 2017 году — 2,48 млн карат.

### Удачнинский горно-обогатительный комбинат
Удачнинский горно-обогатительный комбинат (ГОК) основан в 1979 году. Это градообразующее предприятие города Удачный, который расположен в 15 км от Полярного круга. В состав комбината входят горные, обогатительные, транспортные, ремонтные и вспомогательные подразделения. Удачнинский ГОК осуществляет добычу алмазов на следующих объектах: Подземный рудник «Удачный» им. Ф. Б. Андреева, Карьер «Зарница», Россыпные месторождения: "Законтурная делювиальная россыпь трубки «Удачная» и «Пироповый ручей» (отработка россыпных месторождений завершена В 2018 и в 2019 годах соответственно), Месторождение «Верхне-Мунское», Обогащение руды (Фабрика № 12). В 2017 году производство товарной продукции Удачнинским ГОК составило 3,8 млн карат. В 2018 году планируется добыть почти 5,3 млн карат.

### Нюрбинский горно-обогатительный комбинат
Нюрбинский горно-обогатительный комбинат (ГОК) — один из самых молодых предприятий «Алроса». Он ведет работы на Накынском рудном поле, в частности, на следующих объектах: карьерах «Нюрбинский» и «Ботуобинский», а также одноимённых россыпных месторождениях. Доля Нюрбинского ГОК в общей добыче алмазов группы «Алроса» в 2017 году составила 19 %. В состав Нюрбинского ГОК входят обогатительная фабрика № 15 (мощность 0,5 млн тонн в год) и обогатительная фабрика № 16 (мощность 1,4 млн тонн в год).
В Нюрбинском ГОК впервые за всю историю «Алроса» применяется вахтовый метод с привлечением работников, проживающих в Мирном, Нюрбе и Верхневилюйске. В 2017 году производство товарной продукции Нюрбинским ГОК составило 7,7 млн карат.

### Дочерние и зависимые общества
АО «Алмазы Анабара»
ОАО «Алмазы Анабара» создано в январе 1998 года для добычи россыпных алмазов в Анабарском улусе (крайний северо-запад Якутии). В августе 2004 года преобразовано в ОАО «Алмазы Анабара». «Алмазы Анабара» входит в число ведущих предприятий Республики Саха (Якутия). С 2007 года 100 % акций общества принадлежит «Алроса». Месторождения предприятия находятся в северо-западной части Республики Саха (Якутия), на территории нескольких улусов. Добыча ведется на 7 россыпях: «Моргогор», «Исток», «Холомолох», «Эбелях», «Гусиное», «Ручей 41» и «Курунг-Юрях». В 2013 году «Алмазы Анабара» приобрело алмазодобывающее АО «Нижне-Ленское», которое находится на территории Булунского и Анабарского улусов Якутии, в непосредственной близости от добывающих объектов АО «Алмазы Анабара». Доля компаний «Алмазы Анабара» (АО) и «Нижне-Ленское» (АО) в общей добыче алмазов группы «Алроса» в 2017 году составила 13 %. В 2017 году производство товарной продукции АО «Алмазы Анабара» и АО Нижне-Ленское составило 5,2 млн карат.
АО «Севералмаз»
АО «Севералмаз» — дочернее предприятие группы «Алроса» в Архангельской области, один из ключевых проектов развития компании (Алроса принадлежит 99,6 % акций). «Севералмаз» разрабатывает месторождение им. Ломоносова, состоящее из 6 кимберлитовых трубок с общими ресурсами более 115 млн карат алмазного сырья. Сегодня компания ведет добычу на двух объектах — трубках «Архангельская» и «Карпинского-1». Доля Ломоносовского ГОКа в общей добыче алмазов группы Алроса в 2017 году составила 7 %.
АО «Алроса-Нюрба»
АО «Алроса-Нюрба» образовано в 1997 году, владеет лицензиями на разработку коренных месторождений алмазов «Нюрбинское» и «Ботуобинское», а также прилегающих к ним одноимённых россыпей. «Алроса» в АО «Алроса-Нюрба» принадлежит 97,48 % акций. Общество ведет деятельность на территории Нюрбинского улуса Республики Саха (Якутия). Услуги по разработке месторождений для ПАО «Алроса-Нюрба» в соответствии с договором оказывает Нюрбинский горно-обогатительный комбинат.
ООО «Бриллианты Алроса»
В Москве действует филиал основного производства — ООО «Бриллианты Алроса» — который является собственным гранильным предприятием компании, а также выполняет функции мониторинга рынка и маркетинга. В 2017 году продукцию филиала «Бриллианты Алроса» приобрели 159 компаний, представляющих основные мировые центры торговли бриллиантами. Без учёта продаж бриллиантов зарубежной сети ALROSA реализация филиала «Бриллианты Алроса» на внешний рынок составила 74,0 млн долл.
Акционерное общество "Инновационный Центр «Буревестник»
С 2005 года является дочерним предприятием АК «Алроса», на сегодняшний день в собственности компании более 90 % акций АО ИЦ «Буревестник».
Горнорудное общество «Катока Лтд.»
Крупнейший производителя алмазов Центральной Африки, ведущий добычу алмазов в Анголе. До 2025 года «Алроса» владела 32,8 % акций ГРО. «Катока» стало первой в истории Анголы горнодобывающей компанией, приступившей к крупномасштабной отработке одного из крупнейших коренных месторождений алмазов — четвёртой в мире по размерам кимберлитовой трубки Катока (провинция Лунда Сул). В 2024 году власти Анголы попросили «Алросу» выйти из проекта из-за санкций. Летом 2025 доля «Алросы» (41 % на момент сделки) перешла компании Taadeen, которой владеет суверенный фонд Омана.

## Геологическая разведка
«Алроса» постоянно занимается разведкой новых месторождений, среди недавно выявленных есть месторождения в Западной Якутии — «Верхне-Мунское», россыпь «Солур-Восточная», трубки «Заря», «Дальняя», «Майская», «Законтурная делювиальная россыпь», «Пироповый ручей». До 2022 года «Алроса» вела поисковые и геологоразведочные работы на алмазное сырьё в Анголе и Ботсване на условиях СП с местными компаниями.
В состав «Алроса» входит ряд геологоразведочных экспедиций, научных подразделений, строительное и автотранспортное предприятие. Кроме того «Алроса» принадлежит 49 % минус одна акция железорудной компании «Тимир», занимающейся разработкой четырёх месторождений в Южной Якутии — Таёжного, Десовского, Тарыннахского и Горкитского.

## Сбыт
Сбытовая система «Алроса» построена на заключении долгосрочных контрактов с компаниями, производящими бриллианты и ювелирные изделия. На долю таких контрактов в 2017 году пришлось 77 % продаж компании. «Алроса» также реализует алмазное сырьё на конкурсной основе (аукционы и тендеры) и в рамках разовых неконкурсных сделок.
Сбытовые организации компании «Алроса» имеют представительства во всех основных мировых алмазных центрах — США, Бельгии, ОАЭ, Китае, Великобритании и Израиле.
Торговая политика компании «Алроса» регламентируется Положением о порядке и условиях реализации природных алмазов, разработанным совместно с ФАС России. Основной его принцип — обеспечение равных условий доступа к алмазному сырью для всех клиентов, применение единых критериев и проведения единообразных процедур при проведении торгов.
В 2012 году «Алроса» заключила долгосрочный контракт с бельгийской компанией Laurelton Diamonds Inc., которая закупает бриллианты для американской ювелирной компании Tiffany & Co.. По условиям заключённого трёхлетнего торгового соглашения на первом этапе Tiffany&Co. сможет ежегодно закупать алмазного сырья примерно на 60 млн $.
В мае 2013 года «Алроса» и аукционный дом Sotheby’s подписали меморандум о сотрудничестве. По его условиям «Алроса» сможет реализовать на аукционах Sotheby’s крупные бриллианты премиум-класса, произведённые филиалом компании «Бриллианты Алроса», а также ювелирные изделия с этими бриллиантами. Представляемые для продажи камни будут проходить сертификацию Геммологического института Америки (GIA).
«Алроса» оказывает активное содействие российским государственным органам в реализации целей и исполнении требований Кимберлийского процесса. «Алроса» не осуществляет поставки алмазного сырья юридическим лицам и индивидуальным предпринимателям в случае, если они:
- имеют принадлежность к государству, не обладающему статусом официального члена Кимберлийского процесса;
- не соблюдают требования международной схемы сертификации алмазов в рамках Кимберлийского процесса (ССКП);
- нарушают принятый в мировой практике порядок раздельной продажи природных, синтетических и облагороженных природных алмазов и продукции из них;
- нарушают требования налогового, таможенного и иного законодательства;
- находятся в стадии реорганизации, ликвидации или банкротства;
- сообщили о себе недостоверные сведения и так далее.

## Диверсификация бизнеса
Одним из направлений диверсификации бизнеса «Алроса»  является золотодобыча. В 2024 году дочерняя компания «Алросы» - «Алмазы Анабара» - за 5,4 млрд рублей купила у золотодобывающей компании «Полюс» «Магаданское геологоразведочное предприятие», владеющее лицензией на месторождение «Дегдеканское рудное поле» (Дегдекан) в Магаданской области. В 2025 году были озвучены планы по дальнейшей экспансии в золотодобычу, а также в добычу полиметаллов. 
Помимо выпуска золота «Алроса» также осваивает два нефтегазовых месторождений в Якутии – Улугурское и Эргеджейское.

## Основные финансовые показатели
- Стандарт отчетности: МСФО
- Аудитор: PWC — без замечаний
- Ед. измерения: млрд руб.

|                       | 2015       | 2016       | 2017       | 2021 | 2022  | 2023  |
| --------------------- | ---------- | ---------- | ---------- | ---- | ----- | ----- |
| Активы                | 435        | 473        | 428        |      |       |       |
| Обязательства         | 228        | 179        | 86         |      |       |       |
| Капитал               | 152        | 257        | 267        |      |       |       |
| Выручка               | 225        | 317        | 275        | 332  | 295,4 | 322,6 |
| Прибыль               | 32         | 133        | 79         | 91,3 | 100,5 | 85,2  |
| Кол-во акций, шт      | 7364965630 | 7364965630 | 7364965630 |      |       |       |
| Капитал на акцию, руб | 20.64      | 34.89      | 36.11      |      |       |       |
| Прибыль на акцию, руб | 4.21       | 17.85      | 10.47      |      |       |       |

## Показатели деятельности
- В 2017 году предприятия группы «Алроса» добыли 39,6 млн карат алмазов[95].
- Выручка «Алроса» от продажи алмазов в 2017 году составила 4,2 млрд $[96], от реализации бриллиантов — 96,9 млн $[97].
- Объём продаж алмазного сырья в 2017 году составил 41,2 млн карат[97].
- Рыночная капитализация Компании по итогам 2017 года составила 553 млрд руб. (9,6 млрд долл.)
- Чистая прибыль в 2017 году составила 78,6 млрд руб[92].
- Стратегия компании предусматривает рост добычи до 41 млн карат в 2019 году.

В 2023 году компания опубликовала консолидированную финансовую отчетность по МСФО, но не опубликовала полные операционные результаты.

### Рейтинги
- Рейтинговое агентство АКРА  в 2024 году присвоило АК «Алроса» (ПАО) рейтинговую оценку AAA(RU) со стабильным прогнозом, в 2025 году рейтинг был подтверждён[98].
- Рейтинговое агентство «Эксперт РА» присвоило в 2020 году ПАО АК «Алроса» рейтинговую оценку ruAAA со стабильным прогнозом, рейтинг ежегодно подтверждается (2021-2025)[99].

## Претензии со стороны государственных органов
Весной 2013 года Росприроднадзор Минприроды России обвинил АК «Алроса» в безлицензионном пользовании недрами и самовольной добыче алмазов на территории расположенного в Якутии техногенного месторождения «Водораздельные галечники» (хвостов обогатительной фабрики № 5). По данным государственного органа, компания в 2010—2012 годах незаконно добыла из месторождения, находящегося на государственном балансе, свыше 1,7 млн карат алмазов.
По заявлениям представителей АК «Алроса», компания таким образом внедряла новые технологии по рентабельной отработке отходов добычи — хвостохранилищ. Кроме того, АК «Алроса» согласовывала это с Якутнедрами и Роснедрами, а также вносила все необходимые налоговые платежи с этого процесса. Позднее комиссия Минприроды — в рамках проверки АК «Алроса», — признала необходимость внедрения новых технологий отработки отходов производства и пришла к выводу, что такая ситуация законом не описана.

## Санкции
25 февраля 2022 года, из-за вторжения России на Украину, «Алроса» включена в санкционный список Канады за «роль в содействии или поддержке неспровоцированного и неоправданного вторжения России в Украину».
В апреле 2022 года «Алроса» попала в санкционный список США против крупнейших российских государственных предприятий, а европейские бренды ювелирных украшений (Cartier, Tiffany, Van Cleef & Arpels, Boucheron, Piaget, Jaeger-LeCoultre, Pomellato, DoDo, Qeelin) начали отказываться от закупок бриллиантов российского производства. Из-за введенных ограничений компания может потерять около трети годовой выручки от разрыва торговых отношений, поставив под вопрос свои производственные планы. 20 июля 2023 года генеральный директор Алросы Павел Маринычев попал в блокирующий санкционный список США против «бюрократических пособников незаконной войны России против Украины».
24 марта 2022 года «Алроса» попала в санкционный список Великобритании как организация, «получающая выгоду от правительства России и оказывающая ему поддержку».
13 апреля 2022 года против компании также были введены санкции Австралии. Также компания находится под санкциями Украины и Новой Зеландии.
В мае 2022 года, по сообщению The New York Times, Госдепартамент США направил письмо в организацию процесса Кимберли, где потребовал присвоить добытым в России алмазам статус «конфликтных» или «кровавых». Так называют эти ценные минералы, добытые в районе военных конфликтов, и использующихся для финансирования незаконных формирований. К этому требованию присоединились Украина, Евросоюз, Австралия, Великобритания и Канада.
Начиная с апреля 2022 года США отключили АЛРОСА от своей банковской системы и запретили прямые продажи на американском рынке. Евросоюз в 2022 году приобрел у АЛРОСА алмазов на сумму 1,4 миллиарда евро, никакие запреты введены не были. По оценке аналитика алмазного рынка Пола Зимниски, к середине 2023 года участники рынка разработали торговые механизмы, чтобы обойти влияние ограничений, особенно в том, что касается торговли российскими алмазами в долларах США. По его словам, если российские алмазы огранены и отшлифованы за пределами России, то они считаются произведенными в стране огранки.
3 января 2024 года «Алроса» внесена в санкционный список стран Евросоюза в реализации запрета на импорт российских алмазов из 12-го пакета санкций ЕС «в связи с агрессивной войной России против Украины». Евросоюз отмечает, что компания занимает лидирующую позицию в мире по объёму добычи алмазов, а алмазная отрасль имеет «стратегическое значение для экономики Российской Федерации, поскольку является крупнейшим несырьевым экспортным товаром страны». Кроме того, «Алроса» имеет давние партнерские отношения с вооруженными силами России и с 1997 года спонсирует подводную лодку ВМФ России Б-871 Алроса. Также, как лицо, связанное с компанией, в санкционный список Евросоюза был включён гендиректор компании Павел Маринычев, так как он «оказывает финансовую поддержку правительству России, которое несёт ответственность за аннексию Крыма и дестабилизацию Украины». Также к санкциям присоединилась Япония, страны — кандидаты на членство в ЕС – Албания, Босния и Герцеговина, Молдова, Северная Македония, Черногория, Украина, а также страны Европейской ассоциации свободной торговли — Исландия, Лихтенштейн и Норвегия.

## Профессиональные союзы
Профессиональный союз работников алмазодобывающей отрасли «Профалмаз» был организован 17 марта 1992 года. Между АК «Алроса» и «Профалмазом» заключён Коллективный договор. Сегодня численность «Профалмаза» насчитывает более 34 тысяч человек. В состав организации входит 73 первичных организаций предприятий группы Алроса, дочерних обществ компании и бюджетных организаций. «Профалмаз» является членом как Федерации профсоюзов Республики Саха (Якутия), так и Федерации независимых профсоюзов России.
В июне 2008 года на горно-обогатительном комбинате в городе Удачный по инициативе Валентина Урусова был создан независимый профсоюз «Профсвобода», который в свою очередь вошел в объединение профсоюзов Соцпроф. Профсоюз объединил в первую очередь работников автобазы Удачнинского ГОКа. Работники выдвинули список требований и начали голодовку. «Алроса» не признала «Профсвободу» стороной переговоров в трудовом споре, несмотря на то, что коллектив автобазы в основном состоял из членов этого профсоюза, и корпорация включила в согласительную комиссию только представителя профсоюза «Профалмаз». На лидеров и активистов Профсвободы оказывалось давление. 3 сентября 2008 года председатель профсоюза Валентин Урусов был арестован по подозрению в хранении наркотиков, а в конце декабря Мирнинским районным судом приговорён к шести годам заключения. Позднее приговор был пересмотрен и приговор смягчён до пяти лет лишения свободы. По мнению ряда общественных и профсоюзных активистов, дело Валентина Урусова было сфабриковано компанией «Алроса».

## Факты
В 2017 году реализовала более 500 социальных и благотворительных инициатив. Компания выделяет средства на программы регионального развития, инфраструктурные, благотворительные и спонсорские проекты, корпоративные социальные программы для рабочих и членов их семей, а также оказывает адресную помощь жителям регионов присутствия.
Более 70 % всех инициатив в 2017 году реализовано в Якутии — ключевом регионе деятельности «Алроса». Часть программ реализуется через некоммерческое объединение «Целевой фонд будущих поколений Республики Саха (Якутия)», в которое за все время сотрудничества с 2011 года инвестировано более 4,5 млрд рублей.
В честь компании названа дизель-электрическая подводная лодка Б-871 «Алроса» Черноморского флота Российской Федерации. В течение длительного периода времени являлась единственной боеспособной подводной лодкой в составе Черноморского флота, поскольку вторая — Б-380 — с 1991 года находилась в ремонте.
Специально для компании в 2016 году заводом «Тонар» был начат выпуск уникального автопоезда (тягач «Тонар-45252» и двухзвенный прицеп «Тонар-95405») грузоподъемностью 117 тонн.

## Скандалы
В декабре 2021 года за взятку в 4 млн руб в Якутии арестовали главного инженера одного из управлений компании, впоследствии он был осуждён.